# 해머스미스 아폴로

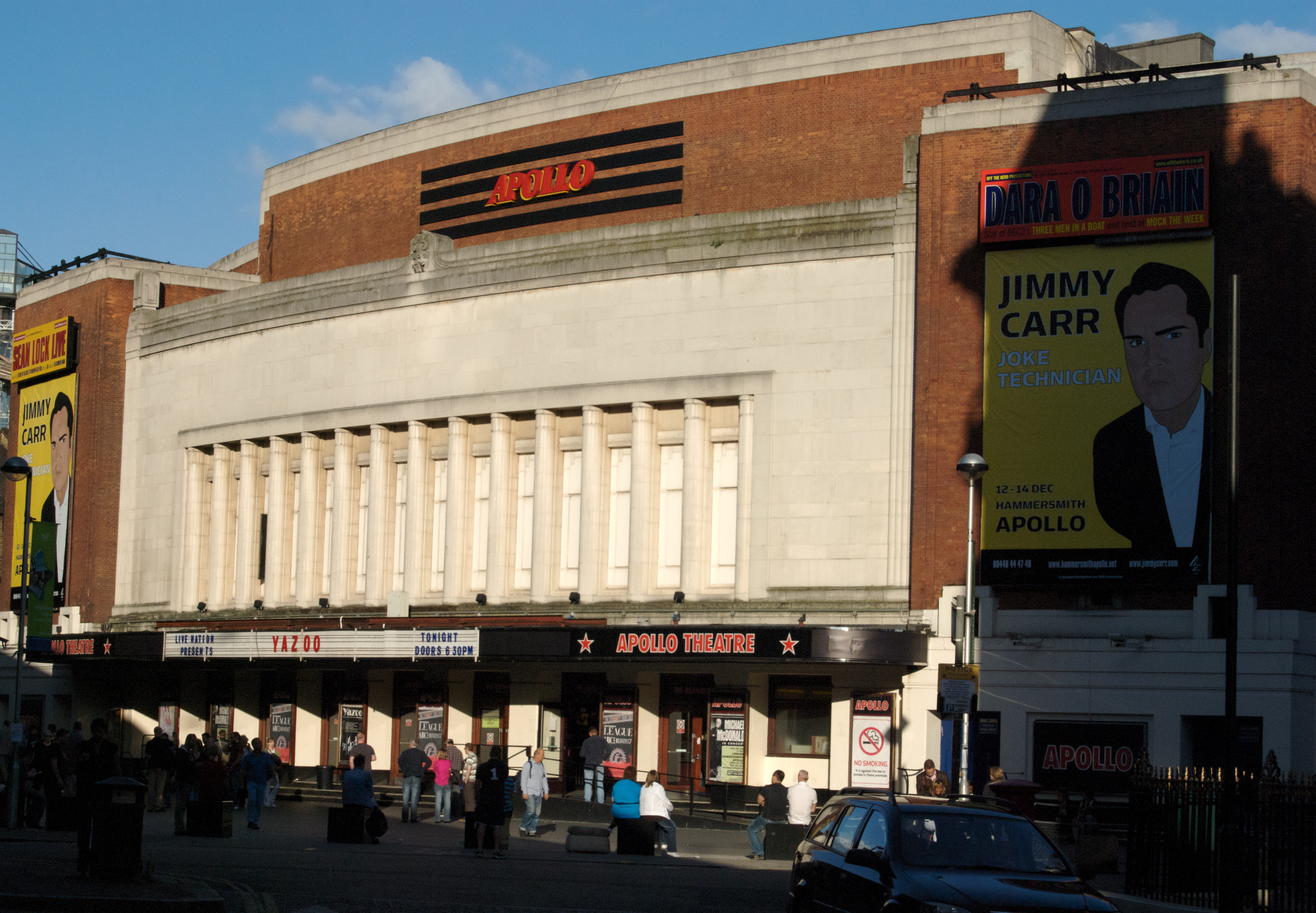
해머스미스 아폴로

해머스미스 아폴로(Hammersmith Apollo)는 런던의 해머스미스에 위치한 음악 공연장이다. 1932년 개장하였으며, 고몬 팰리스 영화관으로 운영되고 있었다. 1962년에 재건되어 현재는 극장으로 사용되며, 최대 5000명을 수용되고있다.